# Jean-Baptiste Sarlandière
 (février 2025).
Si vous disposez d'ouvrages ou d'articles de référence ou si vous connaissez des sites web de qualité traitant du thème abordé ici, merci de compléter l'article en donnant les références utiles à sa vérifiabilité et en les liant à la section « Notes et références ».
Jean-Baptiste Sarlandière (né le 9 mai 1787 et  mort le 25 juillet 1838) est un médecin et anatomiste français, né à Aix-la-Chapelle, qui a introduit en France  l’électroacupuncture et inventé un appareil qu’il a dénommé « Sangsue artificielle » ou « Bdellomètre ».

## Éléments de biographie
Il a commencé ses études de médecine à l'hôpital local de l'île de Noirmoutier à l’âge de 16 ans (où il est déjà sous-assistant d'un chirurgien).
Puis il est appelé par le service militaire. Il passe alors les onze années suivantes au sein de l’armée française (1803-1814).
En 1814, il reprend ses études de médecine, puis est nommé médecin à l'hôpital militaire du Val-de-Grâce de Paris. Il reçoit son diplôme de médecine en 1815 après avoir rédigé et soutenu une thèse de doctorat de médecine sur le thème des effets des cosmétiques chez les dames.
À Paris, Sarlandière devient ami (et assistant) de  François Magendie (1783-1855), avec lequel il a collaboré à plusieurs expériences de physiologie.
Sarlandière s'est beaucoup intéressé aux affections rhumatismales et nerveuses, est connu pour avoir introduit l’électroacupuncture dans la médecine européenne ; une technique thérapeutique combinant les effets de l’électricité et de l’acupuncture. Contrairement à l'acupuncture Orientale, dans son approche, l'aiguille n'est pas le principal agent de traitement, mais joue le rôle de conducteur électrique pour apporter l'électricité au niveau des tissus sous-cutanés. Selon les témoignages de l’époque, il a connu un certain succès en traitant par  electroacupuncture des troubles respiratoires et rhumatismaux, ainsi que certaines formes de paralysie. Sa technique a rapidement été adoptée dans les hôpitaux français.
Il s’est aussi fait connaitre - en 1817 – par une autre invention : le "bdellomètre" ou sangsue artificielle. Il s’agissait d’une pompe mécanique destinée à prélever le sang de manière contrôlée. Le dispositif devait selon lui permettre de parer à la pénurie croissante de sangsues médicinale(alors très prisées pour remplacer les saignées) ; Il s'appuyait notamment sur le fait que selon les seuls inventaires des douanes (c'est-à-dire sans compter la part du commerce illégal) jusqu'à plus de 1,5 million de francs de l'époque était dépensés certaines années par les hôpitaux de France pour importer des sangsues de l'étranger . 
Ses Mémoires sur l'électro-puncture, considérée comme moyen nouveau de traiter efficacement la goutte, les rhumatismes et les affections nerveuses, et sur l'emploi du moxa japonais en France, suivis d'un traité de l'acupuncture et du moxa... (Paris, 1825) se fondent sur les travaux d'Isaac Titsingh, ambassadeur des Pays-Bas au Japon et fondateur d'un cycle d'études japonaises aux Pays-Bas, dont il a pris connaissance grâce à Julius Klaproth. Ce dernier lui a transmis la traduction en néerlandais par Titsingh d'un ouvrage japonais relatif aux pratiques de l'acupuncture et des applications de moxa.

## Écrits
Parmi ses œuvres écrites figurent 
- Traité sur le Système nerveux  (inachevé)
- Mémoires sur l'électropuncture  (1825) - un traité consacré à ses expériences sur elecroacupuncture.
- Anatomie méthodique, ou Organographie humaine (1830) -
- Physiologie de l’action musculaire appliquée aux arts d’imitation
- Bdellomètre du Docteur Sarlandière, Paris, 1819, Impr:Firmin Didot le jeune.

## Titres honorifiques
J.B Sarlandière a été membre de la Société Médicale d'Émulation de Paris, de la Société Royale de Médecine de Madrid, de la Société de Médecine de Louvain, et de l'Académie impériale des sciences de Saint-Pétersbourg.
Il a aussi été nommé chevalier d'honneur de Première Classe du Royaume de Prusse.